# Kecskevarbók
Kecskevarbók (szlovákul: Kozí Vrbovok) község Szlovákiában, a Besztercebányai kerületben, a Korponai járásban.

## Fekvése
Korponától 8 km-re délkeletre, a Varbók patak két partján, 345 m magasan fekszik.

## Története
A régészeti leletek tanúsága szerint területén már a történelem előtti időkben is laktak emberek.
A falut állítólag egykori birtokosa, Lampert comes telepítette be szászföldi németekkel. Nevét arról kapta, hogy lakói kecskéket tartottak, míg a név második tagja füzest jelent és a patakról tevődött át a falu nevébe. A falut 1262-ben említik először, amikor IV. Béla király a települést a Kaza családnak adja. Később a bozóki premontrei apátság birtoka. 1415-ben "Varborok" alakban említik. 1543-ban a törökök ütöttek rajta a falun és sokakat fogságba hurcoltak. 1644-ben dögvész pusztított. 1715-1720-ban 14 adózó háztartása volt. 1828-ban 34 házában 208 lakos élt. Lakói mezőgazdasággal, szőlőtermesztéssel foglalkoztak.
Vályi András szerint "Csábrág Varbók. Ketske Varbók, Korpás Varbók. Tót faluk Hont Várm. Csábrág Varbóknak földes Ura Gr. Koháry Uraság, fekszik Csálhoz közel, mellynek filiája; Ispotállya is vagyon; a’ más kettőnek pedig földes Ura a’ Tudom. Kintstár; fekszenek Szenográdhoz nem meszsze, lakosai katolikusok, ’s másfélék is; határbéli fölgyeik középszerűek, mint vagyonnyaik is."
Fényes Elek szerint "Varbók (Kecske), Honth m. tót falu, 211 kath., 1 evang. lak. A bozóki urad. tartozik, s ut. p. Selmecz."
A trianoni békeszerződésig Hont vármegye Korponai járásához tartozott.

## Népessége
| Év:            | 1994. | 2004. | 2014.   | 2024.   |
| -------------- | ----- | ----- | ------- | ------- |
| Emberek száma: | 178   | 178   | 163     | 149     |
| Eltérés:       |       | +0 %  | -8,42 % | -8,58 % |

| Év:            | 2023. | 2024.   |
| -------------- | ----- | ------- |
| Emberek száma: | 152   | 149     |
| Eltérés:       |       | -1,97 % |

1910-ben 150, túlnyomórészt szlovák lakosa volt.
2001-ben 168 szlovák lakosa volt.
2011-ben 177 lakosából 166 szlovák.

## Nevezetességei
- A falu közepén kis harangláb található.
- Határában fürdésre alkalmas tó is van.

## Külső hivatkozások
- Községinfó
- Kecskevarbók Szlovákia térképén
- Regionhont.sk
- E-obce.sk Archiválva 2008. február 7-i dátummal a Wayback Machine-ben